# Doris (album)
Doris er Odd Future rapper Earl Sweatshirts første kommercielle udgivelse og første udgivelse siden debut mixtapet Earl. Albummet blev udgivet den. 20 august 2013 via Tan Cressida og Columbia Records.